# Szepietowo-Janówka
Szepietowo-Janówka – wieś w Polsce położona w województwie podlaskim, w powiecie wysokomazowieckim, w gminie Szepietowo.
Zaścianek szlachecki Janówka należący do okolicy zaściankowej Szepietowo położony był w drugiej połowie XVII wieku w powiecie brańskim ziemi bielskiej województwa podlaskiego. W latach 1975–1998 miejscowość administracyjnie należała do województwa łomżyńskiego.
Wierni kościoła rzymskokatolickiego należą do parafii św. Anny w Dąbrówce Kościelnej lub do parafii Najświętszej Maryi Panny Matki Miłosierdzia w Szepietowie.

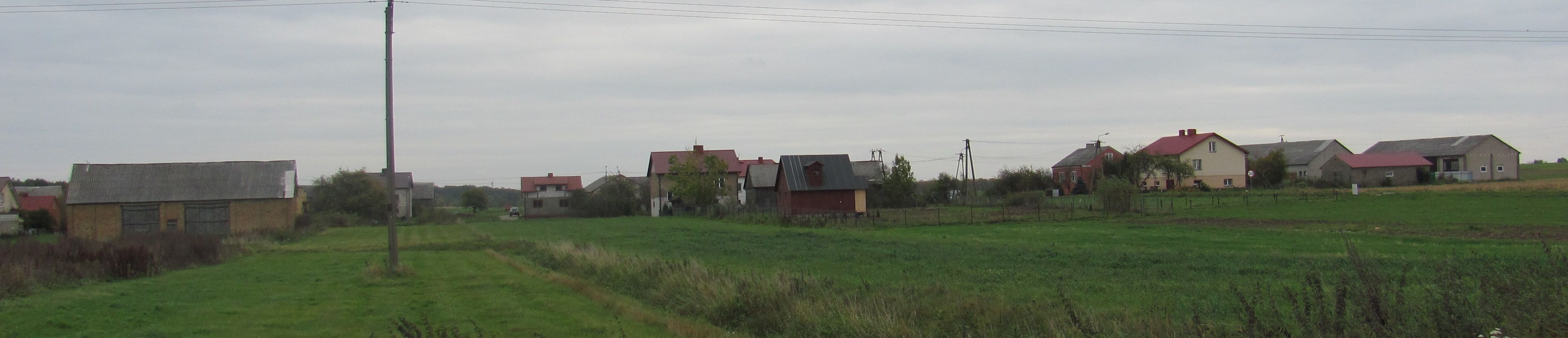
Widok wsi od zachodu.

## Historia
Miejscowość wzmiankowana w wieku XVI w spisie wsi ziemi bielskiej
W roku 1827 we wsi 11 domów i 66 mieszkańców. W 1886 Janówka wchodziła w skład dóbr Szepietowo. We wsi osad 30, grunty o powierzchni 487 morgów
W 1921 r. naliczono tu 23 budynki z przeznaczeniem mieszkalnym i 5 innych zamieszkałych oraz 166 mieszkańców (81 mężczyzn i 85 kobiet). Wszyscy podali narodowość polską.
W latach 1954–1972 miejscowość wchodziła w skład Gromady Szepietowo-Stacja.
Według stanu ludności z 31 grudnia 2011 r. liczba mieszkańców wyniosła 127 osób.

## Obiektyzabytkowe
- kapliczka przydrożna, murowana z 1862 r., upamiętniająca otwarcie drogi żelaznej St. Petersbursko-Warszawskiej (kolei Petersburg – Warszawa)[14]